# Sedm let v Tibetu (film)
Sedm let v Tibetu je film z roku 1997 založený na stejnojmenné knize rakouského horolezce Heinricha Harrera, který v Tibetu pobýval v letech 1944–1951. Film režíroval Jean-Jacques Annaud, v hlavních rolích se představili Brad Pitt a David Thewlis.
Film vypráví příběh dvou rakouských horolezců Heinricha Harrera a Petera Aufschnaitera, kteří se počátkem druhé světové války vydávají do Himálají aby zdolali Nanga Parbat. Několik měsíců po příjezdu jsou však z důvodů vypuknutí 2. světové války na území Britské Indie zadrženi a odvedeni do internačního tábora. Po několika letech uprchnou, útočiště najdou v tibetské Lhase. Tam Harrer naváže blízký vztah s mladičkým 14. dalajlámou Tändzin Gjamcchem a stává se jeho učitelem. Po vpádu Čínské lidové osvobozenecké armády na tibetské území roku 1950 Tibet opustí.

## Děj

### Úvod
Úvodní záběry ukazují mladého dalajlámu, jak přebírá od tibetských mnichů dar v podobě malé hrací skříňky. Ústřední postava filmu Heinrich Harrer (Brad Pitt) se s ním později setká a uvidí jej vyrůstat; dalajlámu v průběhu jeho růstu ztvárnili tři různí herci. V pozdějším ději je občas hlavní dějová linie filmu protkána podobnými záběry z dalajlámova prostředí (především z paláce Potála).
Hlavní děj začíná v autě, ve kterém jedou Harrer a jeho těhotná žena (Ingeborga Dapkunaite). Míří na nádraží do Štýrského Hradce, odkud má Harrer podniknout expedici do Himálají. Jeho cílem přitom je Nangá Parbat, devátá nejvyšší hora světa. Cestou na nádraží i na samotném nástupišti se nepohodne se svou ženou, která nevidí ráda, že její muž bude čtyři měsíce pryč a nebude v době narození dítěte doma. Harrerovi je na nádraží vnucena nacistická vlajka. Sám Harrer v reálném životě připustil, že měl určité sympatie k nacismu a později toho prý však litoval (ve skutečnosti byl nejen členem NSDAP, ale i SS, a někdy je mu dokonce přisuzováno i členství v SA před anšlusem). Jeho údajné pozdější odmítání nacistické ideologie je vzápětí patrné ve filmu, když si na cestě do Indie sedá sám do kupé a ne ke svým nacistickým kolegům z výpravy.

### Expedice
Harrer, Peter Aufschnaiter [Aufšnajtr] a zbytek expedice začíná zdolávat svahy Nangá Parbatu. 29. července 1939 se dostali nad 6800 m n. m. Při výstupu na jeden z ledovců Harrer spadne a poraní si nohu, avšak před ostatními členy výpravy to tají. Kvůli svému zranění později málem zaviní Aufschnaiterův pád ze skály, což jejich vztah negativně poznamená.

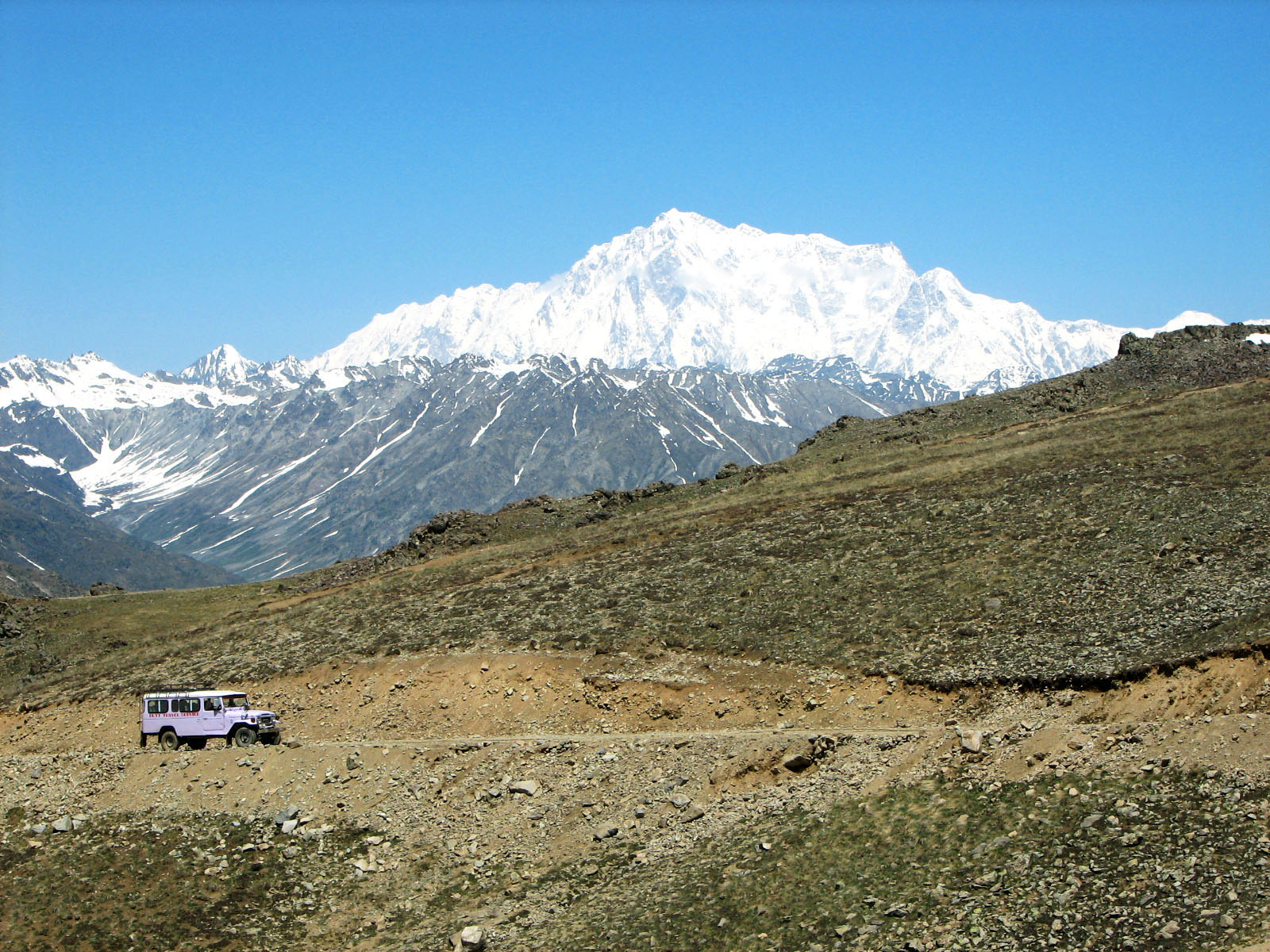
Nangá Parbat, cíl rakouské expedice

Počátkem srpna byla expedice nucena na čas přerušit výstup z důvodu sněhových bouří. Když začnou expedici ohrožovat laviny, členové výpravy se rozhodnou k sestupu. Na cestě dolů Harrer obdrží od jednoho z šerpů fotografii mladého dalajlámy. Když skupina sestoupí do tábora, jsou zatčeni, jelikož se právě nacházeli na území Britského impéria (Indie byla tehdy pod správou Britů, viz Britská Indie), které v době výstupu horolezců vstoupilo do války s Německou říší.
Členové expedice jsou odvezeni do internačního tábora v Déhrádúnu, což je dnešní hlavní město Uttarákhandu. cestou Harrer podnikne neúspěšný pokus o útěk. Harrer si po příjezdu do tábora dá slib, že o letním slunovratu příštího roku bude ležet vedle své manželky Ingridy. To se mu však nepodaří, v říjnu roku 1940 podnikne již čtvrtý neúspěšný pokus o útěk. Když chce prostřednictvím Aufschnaitera odeslat dopis Ingrid, spoluvězni ho seznámí se svým plánem útěku. Harrer však nejdříve odmítne. Za nedlouho obdrží dopis od své ženy, která ho informuje o jeho synu Ralfovi a zároveň o rozvodu.
V první polovině čtyřicátých let podnikne skupina vězňů i s Harrerem a Aufschnaiterem pokus o útěk. Ten se jim podaří, vzápětí po odchodu z tábora se však Harrer od skupiny odděluje (v pozdější fázi filmu je řečeno, že část uprchlíků byla pochytána či onemocněla a útěk se podařil pouze Harrerovi a Aufschnaiterovi). Podaří se mu dostat se pronásledovatelům z dohledu. Někde v severní Indii se opět střetává s Aufschnaiterem. Oba mají k sobě poměrně chladný vztah. Aufschnaiter Harrera seznámí se svým plánem dostat se do Tibetu, kde si chce zkusit najít práci do doby, než skončí válka. Harrer se rozhodne jít s ním. Cestou potkávají Tibeťany, kteří je zahání a dávají jim najevo, že Tibet má pro cizince vstup uzavřen (podle dalajlámova výnosu totiž hrozí nebezpečí, že lidé „zvenčí“ mohou ohrozit Tibet a jeho náboženství).
V jedné z tibetských vesnic se setkají s guvernérem provincie, který je nechá vyvést zpět na tibetsko-indickou hranici. Pošle s nimi stráže. Dvojici Evropanů se však podaří stráže oklamat a uprchnout jim. Brzy po útěku Aufschnaiter zjistí, že Harrer má u sebe několik hodinek i přesto, že Harrer přinutil Aufschnaitera, aby prodal své, které měl po otci, aby si měli zač koupit jídlo. To vyvolá mezi horolezci další hádku, vzápětí se však udobří. Další měsíce dvojice cestovala napříč Tibetem. Jedné noci jsou zajati bandity, podaří se jim však opět uprchnout. Přijdou o všechny své věci. Po dalších útrapách potkají skupinu Tibeťanů, kteří jsou na cestě do Lhasy a rozhodnou se tam jít také. Skupinku Tibeťanů přesvědčí o tom, že mají povolení pro vstup do Lhasy (ukážou jim leták první pomoci).

### Ve Lhase

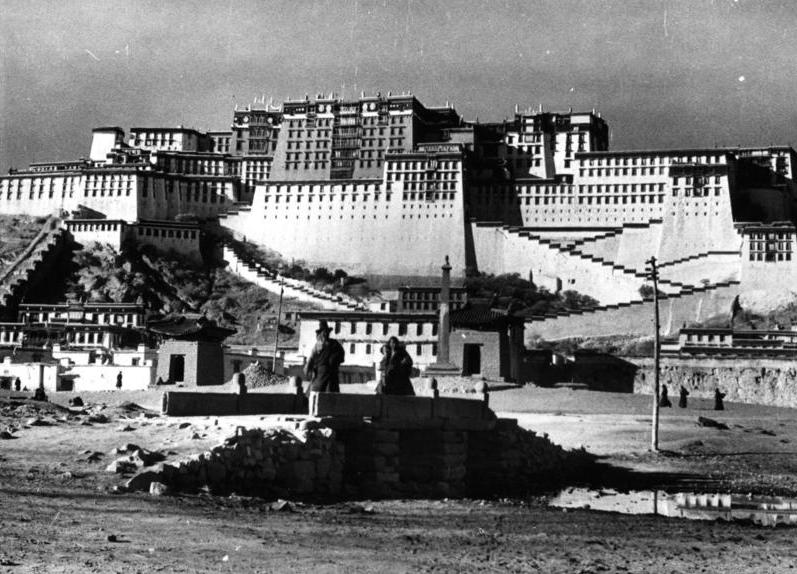
Palác Potála, sídlo dalajlámů (foto z roku 1938)

Do Lhasy se jim podaří vejít v převleku za žebráky se zahaleným obličejem. Když chtějí ukrást jídlo psům, pozve je do svého domu jeden z Tibeťanů (hraje jej japonsko-americký herec Makao Iwamatsu), shodou okolností tibetský diplomat a učenec Kungo Carong. Ten poté předstoupí před regenta a ministry sněmovny, kde vyprosí povolení k pobytu pro oba horolezce. Dvojici Evropanů poté daruje sekretář ministrů sněmovny Ngawang Džigme (B.D. Wong) nový oděv. Změřit Evropany přijde žena jménem Päma Lhaki, která oba horolezce, kteří se dlouho takto nesetkali se ženou, zaujme. Harrer se na ženu snaží zapůsobit lezením po domě a fotografiemi svých úspěchů, ženu to však nechává chladnou a naznačuje Harreovi rozdíly mezi tibetskou kulturou a kulturou Západu.
S Ngawang Džigmem se poprvé potkávají na lhaské ulici. Harrer se stále snaží navázat bližší kontakt s krejčovou Pämou, proto si roztrhne kapsu u saka a zajde k ní, aby mu ji zašila. U krejčové však již je Aufschnaiter, kterému se nakonec podaří získat její lásku. Když se na trhu objeví lední brusle a Harrer s Aufschnaiterem si je pořídí, mladý dalajláma si je prohlíží svým dalekohledem ze střechy paláce. V květnu Harrer přijíždí na návštěvu za již oddaným Aufschnaiterem (vzal si s Pämu), který bydlí mimo Lhasu.
Harrer byl požádán, aby zmapoval Lhasu. Při jednom z měření se dozví, že druhá světová válka je u konce. Začne se chystat na cestu domů, když tu dostane dopis od svého syna, kterému celou dobu psal a který mu sděluje, že není jeho syn a ať mu otec pořád nepíše. Harrer proto cestu odloží. Záhy mu byl doručen dopis od jeho svatosti dalajlámy, ve kterém jej k sobě pozval. Harrer se proto vydal do paláce. Tam se setkal s dalajlámovou matkou, kterou ve filmu ztvárnila Džebcün Päma, ve skutečnosti Tändzin Gjamcchova sestra. Ta ho seznámila s protokolem, jak se chovat v přítomnosti dalajlámy (nesmí se k němu otáčet zády, mluvit musí v předklonu, nesmí se ho dotýkat apod.).

### Harrer a dalajláma
Seznámen s protokolem byl Harrer uveden do paláce Potály. Tam za přítomnosti dalších mnichů předstoupil před mladého dalajlámu. Ten byl nejdříve nadšen z Harrerových žlutých vlasů. Poté Harreovi sdělí, že má rád filmy a požádá Harrera, ať mu postaví kino. Přitom bude muset chodit do paláce, kde bude s dalajlámou vést rozpravy. Harrer si ihned pustil do práce, vzápětí se však objevil problém – Tibeťané při kopání základů začali vybírat ze země červy, aby jim neublížili. Dalajláma Harrerovi vysvětlil, že Tibeťané věří, že se člověk po smrti převtělí do jiné bytosti, kterou může být právě červ. Harrer proto byl nucen nalézt řešení. To spočívalo ve vybírání červů ze země, které pak mniši přenášeli na jiné místo. Při stavení kina Harre začal dalajlámu vyučovat světové geografii a Západní technice.

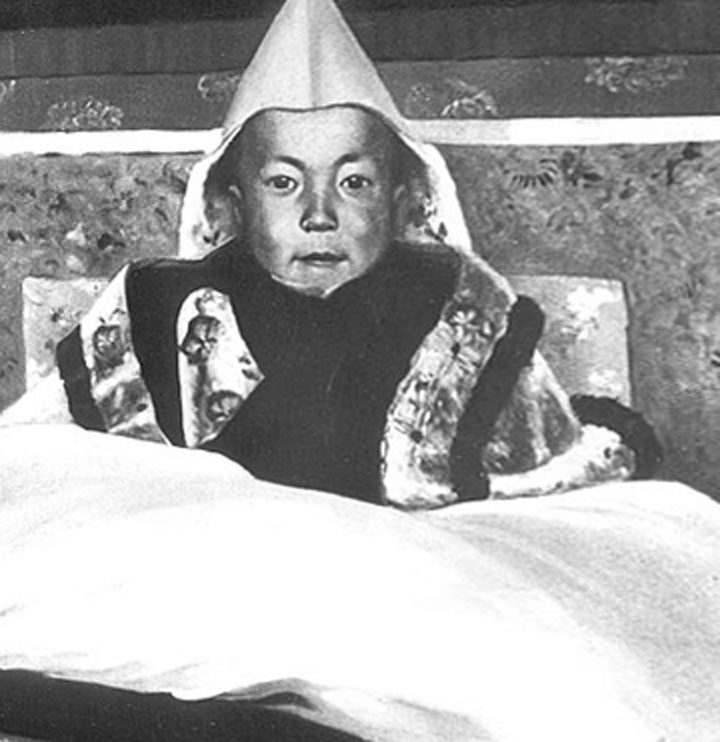
Tändzin Gjamccho v chlapeckých letech

Harrer s Aufschnaiterem navštíví festival u řeky, kde potkávají Ngawang Džigmeho, který je už v pozici ministra, nikoliv tedy sekretáře. Vzrůstající napětí mezi Tibetem a Čínou spolu s tlakem, jaký čínská strana vyvíjela na tibetskou stranu ohledně připojení Tibetu k Číně, mělo za následek vyhoštění čínských úředníků z Tibetu, což je ve filmu letmo zachyceno. Harrer dále pokračoval ve výuce dalajlámy, se kterým se velmi sblížil. Na Vánoce, které se slaví u Harrera, Harrer daruje Aufschnaiterovi hodinky po otci, které jej v minulosti přinutil prodat a které Harrer náhodou koupil na trhu. Následuje krátká sekvence zobrazující čínské vojáky při vraždění neozbrojených Tibeťanů. I když se jednalo jen o sen dalajlámy, předznamenalo to vývoj dalších událostí.

### Válka za nezávislost
Ještě v noci si dalajláma zavolal Harrera do svého domu, vykládal mu svou noční můru o vraždách Tibeťanů. Harrer ho uklidňuje mimo jiné vyprávěním o horolezectví. Za nedlouho přišla zpráva o vypálení vesnice Tagccher, dalajlámova rodiště. Na to se Tibet začal připravovat na válku, byť měl jen osm tisíc vojáků a Čína okolo milionu. Harrer byl pak svědkem výstavby přistávací plochy pro letadlo s třemi čínskými generály a výcviku tibetského vojska. Čínské generály tibetská strana přijala v čele s Ngawang Džigmem. Po jejich příletu se odebrali do Džókhangu, kde se setkali s dalajlámou. Generálové se chovali v paláci arogantně a neuctivě, mimo jiné odmítli sedět níže než dalajláma, jak je v Tibetu zvykem, a pošlapali mandalu, který byla výsledkem několikadenní práce mnoha mnichů. Číňané nabídli Tibetu územní autonomii a náboženskou svobodu výměnou za politickou svrchovanost Číny nad tibetským územím.
Když do Tibetu vtrhla čínská armáda o 84 000 mužích, nový zmocněnec vlády Ngawang Džigme proti nim vyslal tibetské vojáky. Jejich úkolem bylo zabránit Číňanům zabrat Čhamdo, které bylo branou do Tibetu. Málo početná, pro válku špatně vycvičená i málo vyzbrojená tibetská armáda však nebyla pro čínskou armádu větší překážkou a ve filmu se vítězství čínských vojsk nad tibetskými podobá spíše masakru. Ngawang Džigme proto raději zničil sklad munice a podepsal s Čínskou stranou příměří a dalšímu postupu čínských vojsk do Tibetu již nebylo bráněno.
Harrer navštívil Ngawang Džigmeho, aby mu vrátil kabát a vynadal mu za jeho skutky. Někdy později navštívil dalajlámu, kterého našel, jak si pohrává s hrací skříňkou. V následujících zmatečných událostech Harrer nabádal dalajlámu, aby uprchl z okupovaného Tibetu. Dalajláma však odmítne s tím, že musí zůstat v Tibetu, aby ochraňoval tibetský lid. Poté se Harrera vyptává na jeho syna a řekne mu, aby jel domů za ním. Harrer ještě týden zůstane ve Lhase, aby se zúčastnil předčasné intronizace dalajlámy. Poté se zajede rozloučit s Aufschnaiterem a jeho ženou, ještě naposledy rozloučí s dalajlámou a vydá se na cestu k domovu.

### Zpět doma
Když Harrer dorazil do Rakouska, v roce 1951 zašel za svým synem, který se však před ním schoval. Vylezl až tehdy, když Harrer rozbalil dárek v podobě dalajlámovy hrací skříňky. Poté Harrer odchází.
Film končí výstupem již postaršího Ralfa se svým otcem na blíže neurčenou horu, kde vztyčují tibetskou vlajku. K filmu je připojen dodatek, který ve zkratce shrnuje další události spojené s Tibetem, dalajlámou a Harrerem.

## Události po premiéře
Poté, co byl film premiérově uveden, jej Čínská lidová republika odsoudila s tím, že komunističtí vojenští úředníci jsou ve filmu zobrazeni jako neslušní a arogantní, zatímco dalajlámovo ztvárnění je veskrze pozitivní. Jak režisérovi filmu, tak Bradu Pittovi a Davidu Thewlisovi byl po vydání filmu zakázán vstup na území ČLR.
Většina filmu byla natáčena v Argentině, režisér však dva roky po premiéře přiznal, že tajně natáčel i v Tibetu.